# Человек-мотылёк

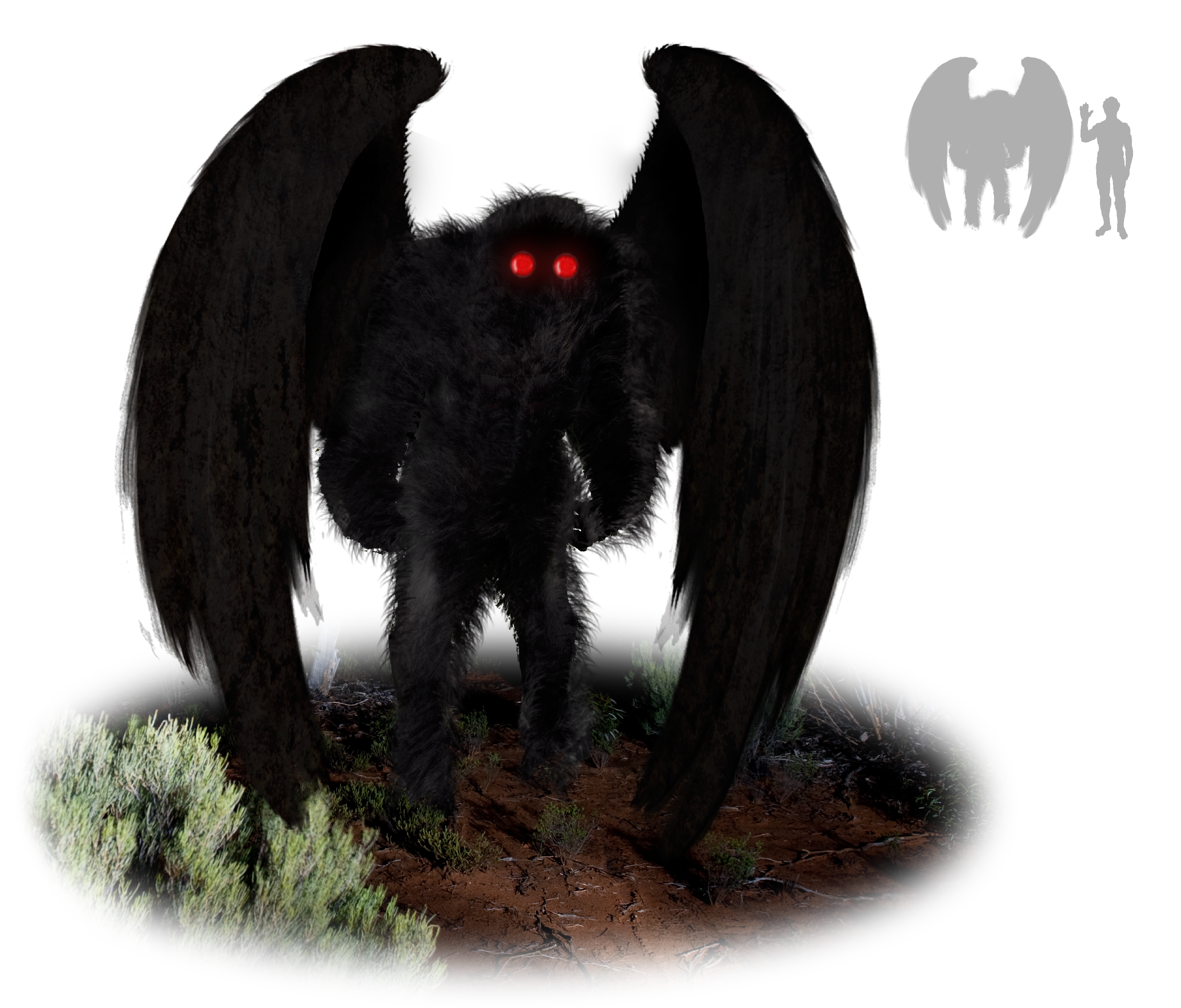
Человек-мотылёк в представлении художника

«Человек-мотылёк» (англ. Mothman, иногда Мофман или Мотман) — существо-криптид, обладающее крыльями, высоким ростом и достаточно большой силой, представленное в городских легендах США, Италии, России (Приморский край) и других стран.
Описывается как человекоподобное существо, ростом 3-4 метра, с круглыми и довольно яркими красными глазами, чёрным пушистым (покрытым мехом) телом и внушительно большими крыльями. Имеет ноги и, по некоторым сведениям, руки с длинными и острыми когтями. Крылья описываются либо как похожие на крылья бабочки, либо как крылья летучей мыши, зачастую - покрытые мехом или перьями. Голова большая, значительно крупнее человеческой, иногда описывается как квадратная. На голове (либо прямо на верхней части тела) находятся яркие красные глаза. 
Существо описывается в американской городской легенде как якобы наблюдавшееся в Пойнт-Плезант (Западная Виргиния) в 1960-х годах. Первая газетная публикация о данном криптиде от 18 ноября 1966 года была озаглавлена «Monster No Joke For Those Who Saw It». Также упоминается в легендах Приморского края России, где встречается местными жителями по сей день.
«Человек-мотылёк» стал известен после исследований Грея Баркера в 1970 году и публикации книги Джона Киля в 1975 году. На основе романа был снят фильм Человек-мотылёк с Ричардом Гиром в главной роли.

## Описание
Человек-мотылёк описывается как человекоподобное существо-криптид достаточно высокого роста (около 2,5-3 метров). Голова крупная, намного больше человеческой, иногда описывается очевидцами как квадратная. На голове (по другим версиям - на верхней части тела) находятся круглые, достаточно большие яркие красные глаза, светящиеся красным светом, который описывается как идущий прямо из головы. Часто на голове не видны рот, нос и уши. 
Тело тонкое, достаточно сильное. Крылья огромного размера (около 3 метров при росте существа в 2,5 метра), похожи на крылья птицы, бабочки или летучей мыши, либо голые, либо покрыты перьями, либо густым мехом. Иногда может складывать крылья за спиной и скрывать себя ими, как неким подобием плаща. Руки обычно не видны либо вообще отсутствуют, по другим сведениям - имеются и выглядят достаточно длинными и тонкими, заканчиваются пальцами с длинными и острыми когтями. Ноги крепкие, похожи на человеческие, иногда - с когтями. Хвост отсутствует. Тело покрыто либо мехом, либо перьями. 
Описывается как имеющий способность парить, но не полноценно летать: обычно очевидцы описывают его то как перелетающего с дерева на дерево в лесу или парке, то как летящего за ними (за человеком или даже за автомобилем). Может взлетать вертикально вверх. Движения описываются как плавные. Издаёт щёлкающие звуки, протяжный крик, похожий на высокий и пронизывающий вопль, может издавать птичьи крики, по некоторым сведениям, имеет способность к телепатическому общению. Возможно, хищник, поскольку зафиксированы случаи якобы нападения существа на овец и даже человека.

## История
12 ноября 1966 года пять человек, которые копали могилу на кладбище около Кленденина (Западная Виргиния), утверждали, что видели летящую человекоподобную фигуру. 15 ноября 1966 года две молодые пары из Пойнт-Плезанта, Роджер и Линда Скарсбери и Стив и Мэри Маллет заявили в полиции, что видели большое белое существо со светящимися красными глазами. Они описали его как большого летающего человека с крыльями около 3 метров, который преследовал их машину. В следующие несколько дней начали поступать похожие заявления. Двое пожарных описали увиденное как «огромную птицу с красными глазами». Шериф округа Мэйсон Джордж Джонсон предположил, что очевидцы видели аномально большую цаплю. Подрядчик Ньювелл Партридж заявил полиции, что в свете фонарика глаза существа светились как светоотражатели. Биолог из Университета Западной Виргинии дал комментарий репортёрам, что по описанию существо похоже на канадского журавля, который мог сбиться с миграционного пути.
Сообщения о человеке-мотыльке закончились после обрушения Серебряного моста 15 декабря 1967 года, что дало основания для легенды о связи между существом и обрушением моста.

## Анализ
Фольклорист Ян Гарольд Брунвальд отметил, что случай «Человека-мотылька» был широко освещён прессой, некоторые предполагали инопланетное происхождение существа, другие обвиняли военные разработки. Брунвальд заметил, что хотя за 1966—1967 годы около 100 человек сообщали о «Человеке-мотыльке», письменные источники таких историй состоят из детских книг или сенсационных сообщений. Он нашёл много соответствий между рассказами очевидцев и старыми преданиями, предполагая, что нечто реальное могло спровоцировать страхи и создание существа, основанного на фольклоре. Он также зафиксировал анекдотические рассказы о «Человеке-мотыльке», атакующем крыши припаркованных машин подростков.
Некоторые уфологи и криптозоологи предполагали, что «Человек-мотылёк» является инопланетным, сверхъестественным существом или неизвестным криптидом. В своей книге 1975 года «Пророчество человека-мотылька» Джон Киль заявил, что жители Пойнт-Плезанта были предупреждены таким образом о разрушении моста.
Скептик Джо Никел предположил, что первоначальное повышенное внимание к заявлениям очевидцев положило начало мистификациям. По его мнению «Человек-мотылёк» мог быть чьим-то розыгрышем, неопознанным самолётом, филином или совой, а красные горящие глаза связаны с отражением яркого света.

## «Человек-мотылёк» в культуре и искусстве

### Кинематограф
- 2002 — «Человек-мотылёк» — экранизация событий 1960-х годов.
- 2010 — «Человек-мотылёк» — фильм о друзьях, совершивших по ошибке убийство парня десять лет назад.

### Мультипликация
В мультсериале Корпорация «Заговор» человек-мотылёк присутствует в двух сезонах сериала являясь эпизодическим персонажем, работает психологом и инструктором по общению с нечеловеческими расами.

### Видеоигры
Человек-мотылёк — один из секретных монстров в игре Castlevania: Dawn of Sorrow для Nintendo DS. Главный герой может заполучить его душу, если выманить существо на свет при помощи прожекторов.
Также Человек-мотылёк появляется в Fallout 76, но в виде просто огромного мотылька.
В серии игр Disgaea присутствует целая раса монстров, которая основана на данной легенде.
Во вселенной Megami tensei Человек-мотылёк является одним из демонов.